# Czesław Gęborski
Czesław Gęborski (prononciation en polonais : [t͡ʂɛswaf ɡɛmbɔrsk ʲ i]), né le 5 juin 1925 et mort le 14 juin 2006, était capitaine des forces de sécurité de la République populaire de Pologne. Sa sinistre réputation vient de son rôle en tant que commandant du camp d'internement et de transfert de Łambinowice créé dans l'ancien Stalag VIII-B allemand. En octobre 1945, il fut relevé de ses fonctions sous l'accusation d'avoir mis le feu à l'un des baraquements du camp et donné l'ordre de tirer sur les détenus qui essayaient d'éteindre les flammes, incident au cours duquel quarante-huit prisonniers avaient perdu la vie. 
Avant l'éclatement de la Seconde Guerre mondiale, Gęborski travaillait comme ouvrier à l'usine de Dąbrowa Górnicza. Arrêté par les nazis, il fut emprisonné dans le camp de travail de Kochłowice, près de Ruda Slaska. En 1943, il réussit à s'échapper et à rejoindre l'Armia Ludowa, une organisation de résistance communiste. Arrêté de nouveau en 1944, il fut envoyé au camp de concentration d'Auschwitz, mais pendant son transport il fut libéré par des partisans polonais avant d'avoir atteint le camp. Vers la fin de la guerre, il rejoignit l'Obywatelska Milicja et le ministère de la Sécurité publique de sinistre mémoire, où il fut rapidement promu au grade de sergent. 
Jusqu'en mars 1945, il servit à Świętochłowice (dans le camp de travail de Zgoda), puis à Niemodlin. Enfin, en juillet 1945, il devint commandant du camp de transfert et de d'internement de Łambinowice, un camp de concentration conçu pour les Allemands et pour les Polonais jugés dangereux par le nouveau régime communiste de Pologne. Il occupa ce poste jusqu'en octobre, quand il fut révoqué en raison de multiples abus. Toutefois, en 1947, l'enquête à son encontre fut arrêtée sans qu'aucune accusation n'eût été présentée et il fut promu au grade de capitaine. 
En 1956, pendant le dégel qui suivit la déclaration de Khrouchtchev et la fin du stalinisme en Pologne, l'enquête fut reprise et Gęborski fut arrêté, mais le tribunal le déclara non coupable. Il poursuivit alors sa carrière dans les rangs du Służba Bezpieczeństwa. Dans les années 1960, il exigea une compensation pour les vingt-deux mois passés en prison avant son procès, mais le tribunal déclara que son arrestation avait été nécessaire. Finalement, après la chute du régime communiste en Pologne, vers la fin des années 1990, le tribunal local d'Opole reprit le procès sur ce qu'il avait fait en 1945 à Łambinowice. Toutefois l'état de santé de Gęborski ainsi que des témoins obligea à le reporter - et enfin à clore l'affaire en 2005. Gęborski mourut le 14 juin 2006.